# Чорноземне (Мелітопольський район)
Чорнозе́мне (з 1921 до 1945 — Ділянка 15, з 1945 до 1965 — Середнє)— село в Україні, в Мелітопольському районі Запорізької області. Входить до складу Якимівської селищної громади. Населення становить 678 осіб. До 2017 орган місцевого самоврядування - Чорноземненська сільська рада.

## Географія
Село Чорноземне знаходиться на відстані 3 км від села Шевченка, за 5,5 км від села В'язівка та за 7 км — село Дружбівка (Генічеський район). Поруч проходить автомобільна дорога М14 (E58).

## Історія
1921 — дата заснування як Ділянка 15.
В 1945 році перейменоване в село Середнє.
В 1965 році перейменоване в село Чорноземне.
12 червня 2020 року, відповідно до розпорядження Кабінету Міністрів України № 713-р «Про визначення адміністративних центрів та затвердження територій територіальних громад Запорізької області», увійшло до складу Якимівської селищної громади.
17 липня 2020 року, в результаті адміністративно-територіальної реформи та ліквідації Якимівського району, село увійшло до складу Мелітопольського району.
Село тимчасово окуповане російськими військами 24 лютого 2022 року.

## Населення

### Мова
Розподіл населення за рідною мовою за даними перепису 2001 року:
| Мова            | Кількість | Відсоток |
| --------------- | --------- | -------- |
| українська      | 344       | 50.74%   |
| російська       | 324       | 47.79%   |
| вірменська      | 9         | 1.33%    |
| інші/не вказали | 1         | 0.14%    |
| Усього          | 678       | 100%     |

## Об'єкти соціальної сфери
- Школа.
- Дитячий садочок.
- Будинок культури.
- Фельдшерсько-акушерський пункт.

## Постаті
- Ілюшко Ігор Михайлович (1989—2017) — старший солдат Збройних сил України, учасник російсько-української війни.